# Girafada
Pour plus de détails, voir Fiche technique et Distribution.
Girafada (en anglais, Giraffada) est un drame franco-germano-italo-palestinien de Rani Massalha sorti en 2014.

## Synopsis
Ziad, un garçon de 10 ans solitaire et rêveur, vit avec son père veuf Yacine, vétérinaire au zoo de Qalqilya, le seul de Cisjordanie. Ziad a noué un lien fort avec le couple de girafes du zoo, Brownie et Rita, dont il s’occupe personnellement.
L’opération Rempart est alors déclenchée par l’armée israélienne dans le cadre de la seconde Intifada. Alors que Laura, une journaliste française qui couvre les événements, arrive au zoo où Yacine la soigne d’une blessure légère, Brownie est tué dans un bombardement, au grand désespoir de Ziad, après quoi Rita refuse de s’alimenter.
Les médicaments du zoo étant périmés, Laura se rend au zoo de Tel Aviv où le vétérinaire Yohav Alon, ami israélien de Yacine, lui donne le nécessaire pour soigner Rita, qui s’avère enceinte. Mais la girafe continue à dépérir et Yacine et Ziad, aidés de Laura et Yohav, cherchent à faire venir à Qalqilya une autre girafe mâle qui lui redonnerait goût à la vie…

## Fiche technique
- Réalisation : Rani Massalha
- Scénario : Xavier Nemo, Rani Massalha
- Production :  MACT Productions ( France), Heimatfilm ( Allemagne), Lumière & Co. ( Italie)
- Lieu de tournage : Palestine, Israël
- Langues : arabe, hébreu, anglais
- Distribution : Pyramide Distribution
- Photographie : Manuel Teran
- Musique : Benjamin Grospiron
- Montage : Carlotta Cristiani
- Ingénieurs du son : Christoph Schilling, Christophe Etrillard, Roberto Cappannelli
- Durée : 85 minutes
- Dates de sorties : 
  - 8 septembre 2013 : Festival international du film de Toronto
  - 23 avril 2014 ( France)

## Distribution
- Saleh Bakri : Yacine
- Laure de Clermont-Tonnerre : Laura
- Ahmad Bayatra : Ziad
- Mohammad Bakri : Hassan
- Loutof Nuweiser : Marwan
- Roschdy Zem : Yohav Alon